# Kovanj
Kovanj (cyr. Ковањ) – wieś w Bośni i Hercegowinie, w Republice Serbskiej, w gminie Rogatica. W 2013 roku liczyła 128 mieszkańców.